# 長谷川赳夫
長谷川 赳夫（はせがわ たけお、1886年（明治19年）10月3日 - 1980年（昭和55年）6月25日）は、大正から昭和時代戦前の政治家。官僚。貴族院多額納税者議員。錦鶏間祗候。

## 経歴
長谷川市郎左衛門の長男。新潟県出身。1896年（明治29年）家督を相続し前名の亀一郎を改める。1913年（大正2年）東京帝国大学法科大学を卒業し、同大学院を修学する。文官高等試験に合格する。
1915年（大正4年）貴族院試補となって以降、衆議院、貴族院、内閣（内閣官房総務課長）各書記官、帝都復興院、臨時震災救護事務局各兼任書記官、臨時営繕局事務官、法制局勅任参事官、内閣統計局長などを歴任した。ほか、資源局、社会局各参与、新潟県農業会長、国際統計協会正会員などを務めた。
1920年（大正9年）万国議院商事会議、1931年（昭和6年）人口問題研究の国際会議、同5年、6年、11年の3回にわたり国際統計協会会議に出席した。
1939年（昭和14年）新潟県多額納税者として貴族院議員に互選され、同年9月29日に就任し、無所属倶楽部に所属し1947年（昭和22年）5月の貴族院廃止まで在任した。

## 親族
- 岳父 - 山之内一次（妻初父、内閣書記官長、鉄道大臣、貴族院勅選議員）[4]
- 長女の夫 - 真崎秀樹（外交官、宮内庁御用掛）[6]

## 栄典
- 1940年（昭和15年）8月15日 - 紀元二千六百年祝典記念章[7]